# Shire of Beverley
Shire of Beverley is een Local Government Area (LGA) in de regio Wheatbelt in West-Australië. Shire of Beverley telde 1.694 inwoners in 2021. De hoofdplaats is Beverley.

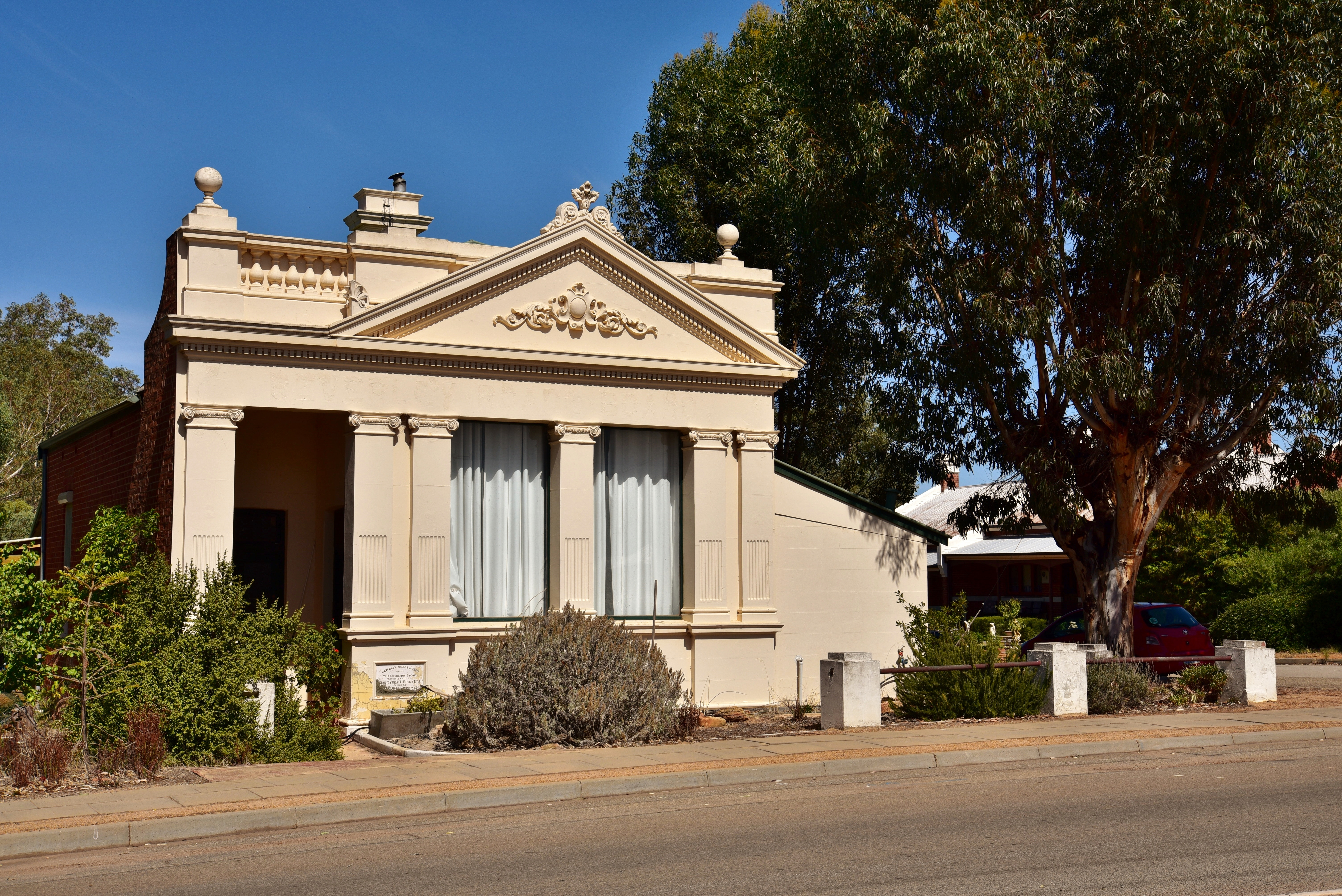
Voormalig districtsgebouw

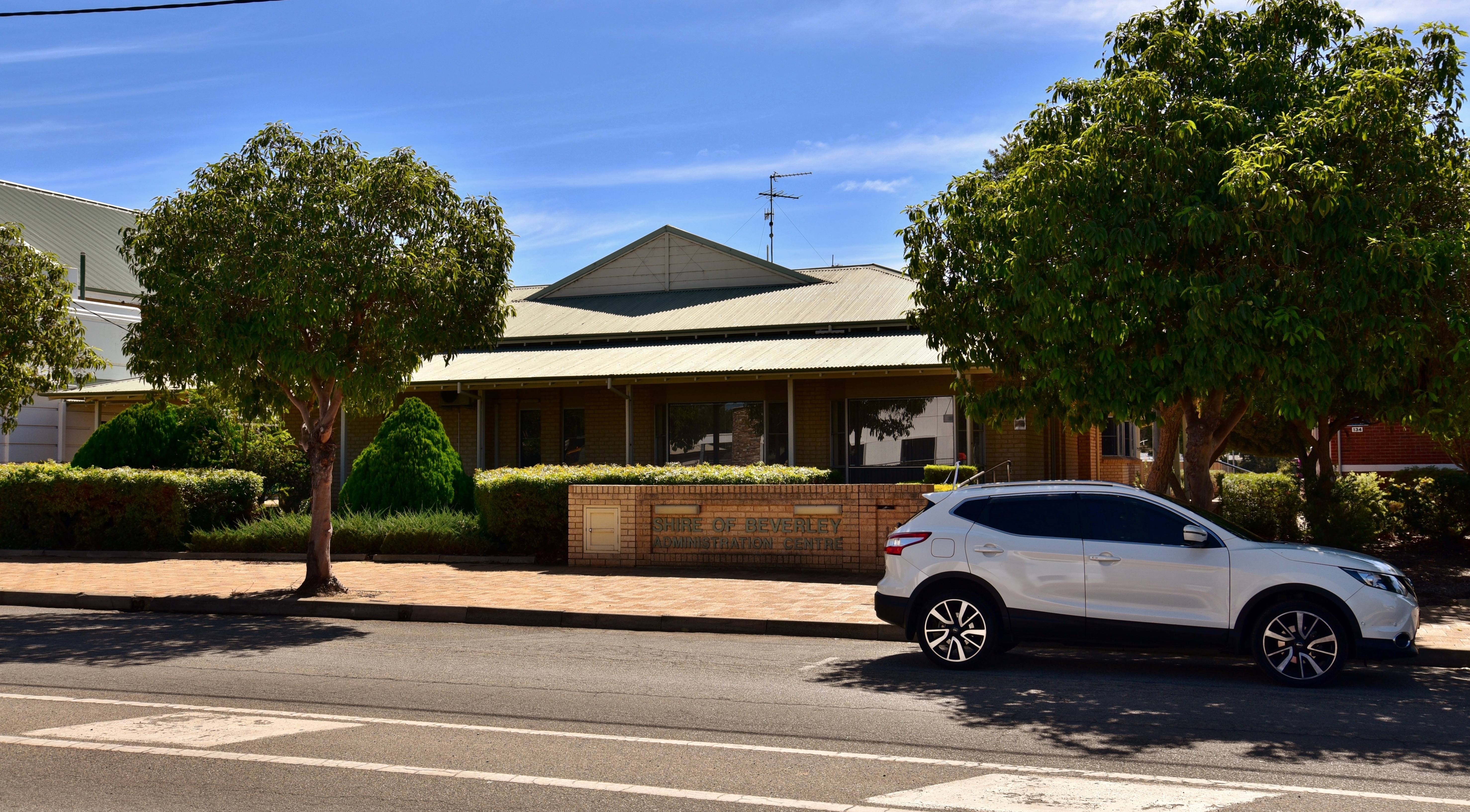
Districtskantoren Shire of Beverley

## Geschiedenis
Op 24 januari 1871 werd het 'Beverley Road District' opgericht. Op 31 maart 1892 werd een apart stedelijk district opgericht, het 'Beverley Municipal District'. Het stedelijk district ging op 4 april 1913 terug op in het 'Beverley Road District'. Ten gevolge de 'Local Government Act' van 1960 veranderde het district van naam en werd op 23 juni 1961 de 'Shire of Beverley'.

## Beschrijving
Shire of Beverley is een landbouwdistrict in de regio Wheatbelt in West-Australië. Het is ongeveer 2.370 km² groot. Het district ligt langs de Great Southern Highway, 130 kilometer ten zuidoosten van de West-Australische hoofdstad Perth. In 2016 telde het district 1.745 inwoners. In het district ligt 241 kilometer verharde en 516,5 kilometer onverharde weg.

## Plaatsen, dorpen en lokaliteiten
- Beverley
- Flint
- Mount Kokeby
- Mount Dale
- Talbot West
- West Dale

## Bevolkingsevolutie
| Jaar | Bevolkingsaantal |
| ---- | ---------------- |
| 1921 | 1.882            |
| 1933 | 1.992            |
| 1947 | 1.629            |
| 1954 | 1.968            |
| 1961 | 1.899            |
| 1966 | 1.773            |
| 1971 | 1.628            |
| 1976 | 1.577            |
| 1981 | 1.554            |
| 1986 | 1.502            |
| 1991 | 1.433            |
| 1996 | 1.399            |
| 2001 | 1.461            |
| 2006 | 1.562            |
| 2011 | 1.567            |
| 2016 | 1.745            |
| 2021 | 1.694            |